# Richard Porta
Richard Aníbal Porta Candelaresi, né le 1er août 1985 à Fairfield, banlieue de Sydney en Australie, est un footballeur australien et uruguayen.
Du fait de sa citoyenneté australienne, Porta est devenu le premier joueur australien à jouer en Uruguay, et le troisième joueur australien à évoluer en Amérique du Sud après Victor Cristaldo et John Crawley.